# Fingig
Fingig (en luxemburgués: Féngeg) és una vila de la comuna de Käerjeng - a partir de l'any 2012- del districte de Luxemburg al cantó de Capellen. Està a uns 17 km de distància de la Ciutat de Luxemburg.

## Història
Abans de l'1 de gener de 2012, Fingig formava part de la ciutat de Clemency, que va ser dissolta durant la creació de la comuna de Käerjeng.